# Grand Prix du roman de l'Académie française
Le Grand Prix du roman de l'Académie française er en fransk litteraturpris, der blev oprettet i 1918 og uddeles årligt af Académie française. Sammen med Prix Goncourt er den en af de ældste og mest prestigefyldte litteraturpriser i Frankrig. Académie française uddeler mere end 60 litteraturpriser, men Grand Prix du roman er den vigtigste for en enkelt roman.

## Modtagere af Grand Prix du roman
| År   |         | Forfatter                     | Titel                                          | Udgiver (antal gange)    | Noter                                                                       |
| ---- | ------- | ----------------------------- | ---------------------------------------------- | ------------------------ | --------------------------------------------------------------------------- |
| 1915 | nothumb | Paul Acker                    | for hans samlede arbejde                       |                          |                                                                             |
| 1916 |         | Louis de Blois, dit Avesnes   | L'Île heureuse                                 | Plon                     |                                                                             |
| 1917 |         | Charles Géniaux               | pour l'ensemble de son œuvre                   |                          |                                                                             |
| 1918 |         | Camille Mayran                | Histoire de Gotton Connixloo                   | Plon (2)                 |                                                                             |
| 1919 | nothumb | Pierre Benoit                 | L'Atlantide                                    | Albin Michel             |                                                                             |
| 1920 |         | André Corthis                 | Pour moi seule                                 | Albin Michel (2)         |                                                                             |
| 1921 |         | Pierre Villetard              | Monsieur Bille dans la tourmente               | Éditions Fasquelle       |                                                                             |
| 1922 | nothumb | Francis Carco                 | L'Homme traqué                                 | Albin Michel (3)         |                                                                             |
| 1923 | nothumb | Alphonse de Châteaubriant     | La Brière                                      | Grasset                  |                                                                             |
| 1924 |         | Émile Henriot                 | Aricie Brun ou les Vertus bourgeoises          | Plon (3)                 |                                                                             |
| 1925 |         | François Duhourcau            | L'Enfant de la victoire                        | Éditions La Vraie France |                                                                             |
| 1926 | nothumb | François Mauriac              | Le Désert de l'amour (fr)                      | Grasset (2)              |                                                                             |
| 1927 | nothumb | Joseph Kessel                 | Les Captifs (roman) (fr)                       | Gallimard                |                                                                             |
| 1928 |         | Jean Balde                    | Reine d'Arbieux                                | Plon (4)                 |                                                                             |
| 1929 | nothumb | André Demaison                | Le Livre des bêtes qu'on appelle sauvages (fr) | Grasset (3)              |                                                                             |
| 1930 | nothumb | Jacques de Lacretelle         | Amour nuptial                                  | Gallimard (2)            |                                                                             |
| 1931 |         | Henri Pourrat                 | Gaspard des montagnes                          | Albin Michel (4)         |                                                                             |
| 1932 |         | Jacques Chardonne             | Claire                                         | Grasset (4)              |                                                                             |
| 1933 |         | Roger Chauviré                | Mademoiselle de Bois-Dauphin                   | Flammarion               |                                                                             |
| 1934 |         | Paule Régnier                 | L'Abbaye d'Évolayne                            | Plon (5)                 |                                                                             |
| 1935 |         | Albert Touchard               | La Guêpe                                       | Les Éditions de France   |                                                                             |
| 1936 | nothumb | Georges Bernanos              | En landsbypræsts dagbog                        | Plon (6)                 |                                                                             |
| 1937 |         | Guy de Pourtalès              | La Pêche miraculeuse                           | Gallimard (3)            |                                                                             |
| 1938 |         | Jean de La Varende            | Le Centaure de Dieu                            | Grasset (5)              |                                                                             |
| 1939 | nothumb | Antoine de Saint-Exupéry      | Blæsten, sandet og stjernerne                  | Gallimard (4)            |                                                                             |
| 1940 |         | Édouard Peisson               | Le Voyage d'Edgar                              | Grasset (6)              |                                                                             |
| 1941 |         | Robert Bourget-Pailleron      | La Folie Hubert                                | Gallimard (5)            |                                                                             |
| 1942 |         | Jean Blanzat                  | L'Orage du matin                               | Grasset (7)              |                                                                             |
| 1943 | nothumb | Joseph-Henri Louwyck          | Danse pour ton ombre !                         | Plon (7)                 |                                                                             |
| 1944 |         | Pierre Lagarde                | Valmaurie                                      | Éditions Baudinière      |                                                                             |
| 1945 |         | Marc Blancpain                | Le Solitaire                                   | Flammarion (2)           |                                                                             |
| 1946 |         | Jean Orieux                   | Fontagre                                       | Fontaine                 |                                                                             |
| 1947 | nothumb | Philippe Hériat               | Famille Boussardel                             | Gallimard (6)            |                                                                             |
| 1948 |         | Yves Gandon                   | Ginèvre                                        | Henri Lefebvre           |                                                                             |
| 1949 |         | Yvonne Pagniez                | Évasion 44                                     | Flammarion (3)           |                                                                             |
| 1950 |         | Joseph Jolinon                | Les Provinciaux                                | Éditions Milieu du Monde |                                                                             |
| 1951 |         | Bernard Barbey                | Chevaux abandonnés sur le champ de bataille    | Julliard                 |                                                                             |
| 1952 |         | Henri Castillou               | Le Feu de l'Etna                               | Albin Michel (5)         |                                                                             |
| 1953 |         | Jean Hougron                  | Mort en fraude                                 | Éditions Donnat          |                                                                             |
| 1954 |         | (delt) Pierre Moinot          | La Chasse royale                               | Gallimard (7)            |                                                                             |
| 1954 |         | (delt) Paul Mousset           | Neige sur un amour nippon                      | Grasset (8)              |                                                                             |
| 1955 |         | Michel de Saint Pierre        | Les Aristocrates                               | La Table ronde           |                                                                             |
| 1956 | nothumb | Paul Guth                     | Le Naïf Locataire                              | Albin Michel (6)         |                                                                             |
| 1957 |         | Jacques de Bourbon Busset     | Le Silence et la Joie                          | Gallimard (8)            |                                                                             |
| 1958 |         | Henri Queffélec               | Un royaume sous la mer                         | Presses de la Cité       |                                                                             |
| 1959 |         | Gabriel d'Aubarède            | La Foi de notre enfance                        | Flammarion (4)           |                                                                             |
| 1960 |         | Christian Murciaux            | Notre-Dame des désemparés                      | Plon (8)                 |                                                                             |
| 1961 |         | Pham Van Ky                   | Perdre la demeure                              | Gallimard (9)            | Første vietnamesiske modtager af prisen                                     |
| 1962 |         | Michel Mohrt                  | La Prison maritime                             | Gallimard (10)           |                                                                             |
| 1963 |         | Robert Margerit               | La Révolution                                  | Gallimard (11)           |                                                                             |
| 1964 |         | Michel Droit                  | Le Retour                                      | Julliard (2)             |                                                                             |
| 1965 |         | Jean Husson                   | Le Cheval d'Herbeleau                          | Seuil                    |                                                                             |
| 1966 |         | François Nourissier           | Une histoire française                         | Grasset (9)              |                                                                             |
| 1967 | nothumb | Michel Tournier               | Vendredi ou les Limbes du Pacifique            | Gallimard (12)           |                                                                             |
| 1968 |         | Albert Cohen                  | Belle du Seigneur                              | Gallimard (13)           |                                                                             |
| 1969 |         | Pierre Moustiers              | La Paroi                                       | Gallimard (14)           |                                                                             |
| 1970 |         | Bertrand Poirot-Delpech       | La Folle de Lituanie                           | Gallimard (15)           |                                                                             |
| 1971 | nothumb | Jean d'Ormesson               | La Gloire de l'Empire                          | Gallimard (16)           |                                                                             |
| 1972 | nothumb | Patrick Modiano               | Les Boulevards de ceinture                     | Gallimard (17)           |                                                                             |
| 1973 | nothumb | Michel Déon                   | Un taxi mauve                                  | Gallimard (18)           |                                                                             |
| 1974 |         | Kléber Haedens                | Adios                                          | Grasset (10)             |                                                                             |
| 1975 |         | Ikke uddelt                   |                                                |                          |                                                                             |
| 1976 | nothumb | Pierre Schoendoerffer         | Le Crabe-tambour                               | Grasset (11)             |                                                                             |
| 1977 | nothumb | Camille Bourniquel            | Tempo                                          | Julliard (3)             |                                                                             |
| 1978 |         | Pascal Jardin                 | Le Nain jaune                                  | Julliard (4)             |                                                                             |
| 1979 |         | Henri Coulonges               | L'Adieu à la femme sauvage                     | Stock                    |                                                                             |
| 1980 | nothumb | Louis Gardel                  | Fort Saganne                                   | Seuil (2)                |                                                                             |
| 1981 | nothumb | Jean Raspail                  | Moi, Antoine de Tounens, roi de Patagonie      | Albin Michel (7)         |                                                                             |
| 1982 | nothumb | Vladimir Volkoff              | Le Montage                                     | Julliard (5)             |                                                                             |
| 1983 |         | Liliane Guignabodet           | Natalia                                        | Albin Michel (8)         |                                                                             |
| 1984 |         | Jacques-Francis Rolland       | Un dimanche inoubliable près des casernes      | Grasset (12)             |                                                                             |
| 1985 |         | Patrick Besson                | Dara                                           | Seuil (3)                |                                                                             |
| 1986 | nothumb | Pierre-Jean Rémy              | Une ville immortelle                           | Albin Michel (9)         |                                                                             |
| 1987 | nothumb | Frédérique Hébrard            | ´Le Harem                                      | Flammarion (5)           |                                                                             |
| 1988 |         | François-Olivier Rousseau     | La Gare de Wannsee                             | Grasset (13)             |                                                                             |
| 1989 |         | Geneviève Dormann             | Le Bal du dodo                                 | Albin Michel (10)        |                                                                             |
| 1990 | nothumb | Paule Constant                | White Spirit                                   | Gallimard (19)           |                                                                             |
| 1991 |         | François Sureau               | L'Infortune                                    | Gallimard (20)           |                                                                             |
| 1992 | nothumb | Franz-Olivier Giesbert        | L'Affreux                                      | Grasset (14)             |                                                                             |
| 1993 |         | Philippe Beaussant            | Héloïse                                        | Gallimard (21)           |                                                                             |
| 1994 |         | Frédéric Vitoux               | La Comédie de Terracina                        | Seuil (4)                |                                                                             |
| 1995 | nothumb | Alphonse Boudard              | Mourir d'enfance                               | Robert Laffont           |                                                                             |
| 1996 |         | Calixthe Beyala               | Les Honneurs perdus                            | Albin Michel (11)        |                                                                             |
| 1997 | nothumb | Patrick Rambaud               | La Bataille                                    | Grasset (15)             | Modtog Prix Goncourt samme år                                               |
| 1998 | nothumb | Anne Wiazemsky                | Une poignée de gens                            | Gallimard (22)           |                                                                             |
| 1999 |         | (delt) François Taillandier   | Anielka                                        | Stock (2)                |                                                                             |
| 1999 | nothumb | (delt) Amélie Nothomb         | Stupeur et tremblements                        | Albin Michel (12)        | Belgisk forfatter                                                           |
| 2000 | nothumb | Pascal Quignard               | Terrasse à Rome                                | Gallimard (23)           |                                                                             |
| 2001 | nothumb | Éric Neuhoff                  | Un bien fou                                    | Albin Michel (13)        |                                                                             |
| 2002 |         | Marie Ferranti                | La Princesse de Mantoue                        | Gallimard (24)           |                                                                             |
| 2003 |         | Jean-Noël Pancrazi            | Tout est passé si vite                         | Gallimard (25)           |                                                                             |
| 2004 |         | Bernard du Boucheron          | Court Serpent                                  | Gallimard (26)           |                                                                             |
| 2005 |         | Henriette Jelinek             | Le Destin de Iouri Voronine                    | Éditions de Fallois      |                                                                             |
| 2006 | nothumb | Jonathan Littell              | Les bienveillantes                             | Gallimard (27)           | Modtog Prix Goncourt samme år                                               |
| 2007 | nothumb | Vassilis Alexakis             | Ap. J.-C.                                      | Stock (3)                |                                                                             |
| 2008 |         | Marc Bressant                 | La Dernière Conférence                         | Fallois (2)              |                                                                             |
| 2009 | nothumb | Pierre Michon                 | Les Onze                                       | Éditions Verdier         |                                                                             |
| 2010 | nothumb | Éric Faye                     | Nagasaki                                       | Stock (4)                |                                                                             |
| 2011 | nothumb | Sorj Chalandon                | Retour à Killybegs                             | Grasset (16)             |                                                                             |
| 2012 | nothumb | Joël Dicker                   | La vérité sur l'affaire Harry Quebert          | Fallois (3)              | Første schweiziske modtager, modtog også Prix Goncourt des lycéens samme år |
| 2013 | nothumb | Christophe Ono-dit-Biot       | Plonger                                        | Gallimard (28)           | Modtog også Prix Renaudot                                                   |
| 2014 |         | Adrien Bosc                   | Constellation                                  | Stock (5)                |                                                                             |
| 2015 |         | (delt) Hédi Kaddour           | Les Prépondérants                              | Gallimard (29)           | Forfatteren er af tunesisk afstamnning                                      |
| 2015 | nothumb | (delt) Boualem Sansal         | 2084: la fin du monde                          | Gallimard (30)           | Algerisk forfatter                                                          |
| 2016 |         | Adélaïde de Clermont-Tonnerre | Le Dernier des nôtres                          | Grasset (17)             |                                                                             |
| 2017 |         | Daniel Rondeau                | Mécaniques du chaos                            | Grasset (18)             |                                                                             |
| 2018 |         | Camille Pascal                | L'Été des quatre rois                          | Plon (9)                 |                                                                             |
| 2019 |         | Laurent Binet                 | Civilizations                                  | Grasset (19)             |                                                                             |